# 2e division de cavalerie (Empire allemand)
Pour les articles homonymes, voir 2e division.
La 2e division de cavalerie est une grande unité de l'armée prussienne qui existe pendant toute la durée de la mobilisation à l'occasion de la campagne d'Italie en 1859, de la guerre austro-prussienne en 1866, de la guerre franco-prussienne en 1870/71 et de la Première Guerre mondiale.

## Structure

### 1866
- 3e brigade de cavalerie lourde
- 2e brigade de cavalerie légère
- 3e brigade de cavalerie légère

### 1870/71
- 3e brigade de cavalerie
- 4e brigade de cavalerie
- 5e brigade de cavalerie
- 1re batterie du 2e régiment d'artillerie de campagne
- 3e batterie du 6e régiment d'artillerie de campagne

### Structure lors de la mobilisation en 1914
- 5e brigade de cavalerie
  - 2e régiment de dragons (pl)
  - 3e régiment d'uhlans (pl)
- 8e brigade de cavalerie
  - 7e régiment de cuirassiers
  - 12e régiment de hussards
- Brigade de hussards du Corps
  - 1er régiment de hussards
  - 2e régiment de hussards du Corps
- Détachement de cavalerie du 35e régiment d'artillerie de campagne
- 4e détachement MG
- Détachement du génie

### Structure le 10 janvier 1918
- 22e brigade de cavalerie
  - 5e régiment de dragons
  - 14e régiment de hussards
- 25e brigade de cavalerie
  - 23e régiment de dragons de la Garde
  - 24e régiment de dragons du Corps (de)
- 7e brigade de cavalerie royale bavaroise (de)
  - 4e régiment de chevau-légers royal bavarois (de)
  - 5e régiment de chevau-légers royal bavarois (de)
  - 1re et 2e compagnie cycliste du 3e bataillon de chasseurs à pied (de)
  - 2e détachement MG
  - 3e détachement MG
  - 2e régiment d'uhlans de la Garde
  - Détachement de cavalerie du 15e régiment d'artillerie de campagne
  - 2e division du génie de cavalerie
  - 7e division du génie de cavalerie
- 2e détachement de renseignement de cavalerie
- 7e détachement de renseignement de cavalerie

## Calendrier des batailles
La division est formée au début de la Première Guerre mondiale dans le cadre de la mobilisation et est d'abord déployée sur le front occidental. Début novembre 1914, il est transféré sur le front de l'Est. Il y reste jusqu'à la fin de 1916, est ensuite déplacé vers l'ouest pour sécuriser la frontière belgo-néerlandaise et revient sur le front de l'Est à la mi-septembre 1917. Ici, elle continue à servir après la paix de Brest-Litovsk, prenant part aux combats en soutien à l'Ukraine. L'évacuation des zones occupées n'est achevée qu'après la fin de la guerre en mars 1919.

### 1914
- 4 au 16 août - conquête de Liège
- 8 au 22 août - combats de dissimulation devant le front de la 1re. et 2e armée en Belgique
- 23 au 24 août - bataille de Mons
- 25 au 27 août - bataille du Cateau
- 31 août - avancée sur Choisy-au-Bac et Compiègne
- 1er septembre - combat à Villers-Cotterêts
- 2 septembre - combat à Senlis
- 3 au 4 septembre - combat à Crépy-en-Valois
- 5 au 9 septembre - bataille de l'Ourcq
- 12 au 16 septembre - St.-Erme, Juvincourt, La Ville-aux-Bois, Prouvais
- 12 au 22 septembre - combats près de Reims
- 23 au 29 septembre - bataille de la Somme
- 30 septembre au 1er octobre - bataille de Douai
- 1er au 13 octobre - bataille d'Arras
- 13 octobre au 13 novembre - Combats en Flandres et Artois
  - 15 au 28 octobre - bataille de Lille
  - 30 octobre au 13 novembre - bataille d'Ypres
  - 4 au 7 novembre - bataille d'Hollebeke
- 7 au 15 novembre - transport vers l'Est
- à partir du 15 novembre - combats de tranchées près de Mlawa

### 1915
- jusqu'au 2 juin - combats de tranchées  près de Mlawa
- 3 juin au 13 juillet - combats sur le canal Windawski et sur la Windau
- 14 au 25 juillet - bataille de Schaulen
- 30 juillet au 7 août - bataille de Kupischky
- 12 au 19 août - bataille de Schimanzy-Ponedeli
- 5 au 8 septembre - Lojan, Daudsewas et sur la Lauze
- 5 au 28 septembre - combats contre Jakobstadt
  - 9 au 15 septembre - bataille devant Dünaburg
- 24 septembre au 19 octobre - combats sur la Mjadsjolka et la Dryswyata (de)
- à partir de 20 octobre - batailles de tranchées entre les lacs Naroch et Drysvyaty

### 1916
- jusqu'au 9 août - batailles de tranchées entre les lacs Naroch et Drysviaty
- 9 au 24 août - réserve de l'Oberost
- 25 août au 5 octobre - combats au nord de Zborow (parties de la division)
- 25 août au 21 novembre - batailles de tranchées à l'ouest de Brody
- 22 novembre au 8 décembre - marche de Galicie vers la Roumanie
- 9 au 20 décembre - combats de poursuite à Jalomita-Prohava et Bazaul
- à partir du 20 décembre - réserve de l'OHL et transport vers l'Ouest

### 1917
- jusqu'au 10 Janvier - réserve de l'OHL et transport vers l'Ouest
- 11 janvier au 10 septembre - garde-frontière à la frontière belgo-hollandaise
- 1er au 10 septembre - transport vers l'Est
- 11 septembre au 1er décembre - combats sur le haut Styr-Stochod
- 1er au 17 décembre - cessez-le-feu
- à partir du 27 décembre - armistice

### 1918
- jusqu'au 18 février - Armistice
- 18 février au 21 juin - combats en soutien à l'Ukraine
- 22 juin au 15 novembre - occupation de l'Ukraine
- à partir du 16 novembre - évacuation de l'Ukraine

### 1919
- jusqu'au 16 mars - évacuation de l'Ukraine

## Commandants
| Grade                 | Nom                               | Date                                    |
| --------------------- | --------------------------------- | --------------------------------------- |
| Generalmajor          | Karl von der Goltz                | 14 juin au 18 novembre 1859             |
| Generalmajor          | Benno Hann von Weyhern (de)       | 8 mai au 16 septembre 1866              |
| Generalleutnant       | Guillaume de Stolberg-Wernigerode | 18 juillet 1870 au 22 mai 1871          |
| Generalleutnant z. D. | Friedrich von Krane (de)          | 2 août au 15 septembre 1914             |
| Generalmajor          | Georg Thumb von Neuburg (de)      | 15 septembre 1914 au 30 août 1916       |
| Generalmajor          | Günther von Etzel                 | 31 août 1916 au 10 mai 1917             |
| Generalmajor          | Karl Leopold von der Goltz        | 11 mai 1917 jusqu'à la fin de la guerre |